# 四川地杨梅
四川地杨梅（学名：Luzula sichuanensis）为灯心草科地杨梅属下的一个种。其种加词“sichuanensis”意为“四川的”。